# 兵庫県道93号竜野西インター線
兵庫県道93号竜野西インター線（ひょうごけんどう93ごう たつのにしインターせん）は、兵庫県たつの市を通る県道（主要地方道）である。

## 概要
山陽自動車道龍野西ICとたつの市揖西町小犬丸を結ぶ。

### 路線データ
- 起点：たつの市揖西町土師（竜野西インター前交差点、E2 山陽自動車道龍野西IC・兵庫県道121号たつの相生線上）
- 終点：たつの市揖西町小犬丸（小犬丸交差点、兵庫県道5号姫路上郡線交点）
- 総延長：3.355 km

## 歴史
- 1993年（平成5年）5月11日 - 建設省（現・国土交通省）から、一般県道竜野相生線の一部が竜野西インター線として主要地方道に指定される[2]。
- 1994年（平成6年）4月1日 - 兵庫県が路線認定。

## 地理

### 通過する自治体
- たつの市

### 交差する道路
| 交差する道路                                           | 交差する場所            | 交差する場所                             |
| ------------------------------------------------------ | ----------------------- | ---------------------------------------- |
| E2 山陽自動車道 兵庫県道121号たつの相生線 重複区間起点 | 揖西町土師（はぜ）2丁目 | 竜野西インター前交差点 / 起点 9 龍野西IC |
| 兵庫県道121号たつの相生線 重複区間終点                 | 揖西町土師1丁目         | 南山交差点                               |
| 兵庫県道5号姫路上郡線                                  | 揖西町小犬丸            | 小犬丸交差点 / 終点                      |